# Pšenica
Pšenica (pir, šenulka, lat. Triticum) je biljni rod od kojih se neke vrste uzgajaju širom svijeta. Globalno, ona je najvažnija zrnata biljka koja se koristi za ljudsku prehranu i druga je na ljestvici ukupne proizvodnje prinosa žitarica odmah iza kukuruza; treća je riža.
Pšenična zrna su glavni prehrambeni proizvod koji se rabi za izradu brašna za kruh, kolače, tjesteninu itd; i za fermentaciju za izradu piva, alkohola, votke i biogoriva. Ljuska žita odvajana pri izradi brašna zove se mekinja. Pšenica se sije na određenom prostoru kao krmno bilje za stočarstvo, a i slama se može upotrebljavati kao hrana za stoku ili kao konstrukcijski materijal za izradu krovova.

## Morfološke karakteristike
Korijen je pšenice žiličast, sastoji se od primarnog i sekundarnog korijenovog sustava. Iz klicina korijena razvija se primarni korijenov sustav, a iz klicina pupoljka klica. zadaća primarnog korijena je učvrščivanje sjemenke u tlu, upijanje hrane i vode i hranjenje mlade biljke dok se ne razvije sekundarni korijenov sustav. Sekundarni korijenov sustav razvija se na čvoru busanja. On može prodirati i do 2m u dubinu.

### Stabljika
Sastoji se od 5-7 nodija i internodija. Cilindrična je, člankovita i šuplja.
Današnje sorte su visine oko 1 metar, dok su starije bile 1,5 metar. Smanjenjem visine pšenice, povećava se otpornost na polijeganje. Povećanom gnojidbom dušikom stabljika poliježe zbog čega je potrebno prskati regulatorima rasta.

### List
Listovi su raspoređeni naizmjenično. Sastoje se od rukavca, plojke i jezičca (ligula).Listovi se nalaze na svakom nodiju.

## Rast i razvoj
Faze rasta su klijanje, nicanje, busanje, vlatanje, klasanje, cvatnja i oplodnja, nalijevanje zrna, zrioba.

## Gospodarstvo
Pšenična zrna se klasificiraju prema osobinama zrna za namjenu na tržištu proizvoda. Kupci pšenice upotrebljavaju klasifikacije da im pomogne odrediti koju pšenicu kupiti jer svaka klasa ima svoju uporabu. Proizvođači pšenice određuju koje klase pšenice su najprofitabilnije za proizvodnju u određenom sustavu proizvodnje.
Pšenica je široko uzgajana jer ona daje dobar prirod po jedinici površine, dobro raste i u umjereno kratkim sezonama i daje visoko kvalitetno brašno koje upotrebljava u pekarstvu. Većina kruha se pravi od pšeničnog brašna, ali postoje i kruhovi koji se rade i od drugih žitarica kao što su raž i zob. Mnoga druga popularna hrana se radi od pšeničnog brašna također, što rezultira velikom potražnjom za žitaricama čak i u državama za znatnijim viškom hrane.

## Vrste
1. Triticum aestivum L., jara pšenica, obična pšenica
  1. Triticum aestivum subsp. aestivum
  2. Triticum aestivum subsp. macha (Dekapr. & Menabde) McKey, maha pšenica
2. Triticum boeoticum Boiss.
3. Triticum compactum Host
4. Triticum dicoccum Schrank, dvozrna pšenica
  1. Triticum dicoccum subsp. dicoccum
  2. Triticum dicoccum subsp. dicoccoides (Körn.) L.B.Cai
5. Triticum durum Desf., tvrda pšenica, durum pšenica
6. Triticum monococcum L., jednozrna pšenica
7. Triticum polonicum L., poljska pšenica
8. Triticum spelta L.,  prava pšenica
9. Triticum sphaerococcum Percival, indijska kuglasta pšenica, patuljasta pšenica
10. Triticum timopheevii (Zhuk.) Zhuk.
  1. Triticum timopheevii subsp. timopheevii
  2. Triticum timopheevii subsp. armeniacum (Á.Löve) van Slageren
11. Triticum turgidum L., bijela pšenica, engleska pšenica
  1. Triticum turgidum subsp. turanicum (Jakubz.) Á.Löve, korasonska pšenica
  2. Triticum turgidum subsp. georgicum (Dekapr. & Menabde) Mackey ex Hanelt, kolhijska pšenica
  3. Triticum turgidum subsp. carthlicum (Nevski) Á.Löve, perzijska pšenica
  4. Triticum turgidum subsp. turgidum
12. Triticum urartu Thumanjan ex Gandilyan
13. Triticum ×zhukovskyi Menabde & Erizin

Reference:
  ITIS 42236  Arhivirana inačica izvorne stranice od 25. rujna 2006. (Wayback Machine) 2002-09-22